# Harry Potter och Halvblodsprinsen (spel)
Harry Potter och Halvblodsprinsen är ett actionspel som har utvecklats av EA Bright Light Studio och utgivits av Electronic Arts till bland annat Microsoft Windows, Playstation 2, Playstation 3, Nintendo Wii, Nintendo DS, Xbox 360. Spelets handling baseras på boken med samma titel.

## Spelupplevelse

### Trollformler

#### Utanför duell
- Accio: Drar föremål mot Harry.
- Depulso: Skickar iväg objekt från Harry.
- Incendio: Sätter eld på vissa objekt.
- Lumos: Skapar en ljuskälla från Harrys trollstav. (Aktiveras automatiskt när Harry befinner sig i mörker.)
- Reparo: Reparerar förstörda objekt.
- Wingardium Leviosa: Leviterar och förflyttar objekt.

#### I duell
- Expelliarmus: Slår tillbaka motståndaren så den landar på rygg.
- Lamslå: En snabb förhäxning som lamslår motståndaren. Den kan även laddas upp.
- Levicorpus: Hissar upp motståndaren i luften uppochner.
- Petrificus Totalus: Förstelnar motståndaren tillfälligt.
- Protego: Framkallar en sköld som kan reflektera lamslagningsbesvärjelser tillbaka till motståndaren.